# Rupicola (zoologia)
Rupicola Brisson, 1760 è un genere di uccelli passeriformi della famiglia Cotingidae.

## Etimologia
Il nome scientifico del genere deriva dal latino rupis incola, col significato di "abitatore delle rupi", in riferimento alle abitudini di vita di questi uccelli.

## Descrizione
I galletti di roccia sono uccelli di dimensioni medio-piccole, che misurano una trentina di centimetri di lunghezza. L'aspetto è inconfondibile e caratterizzato da marcato dicromatismo sessuale: i maschi, infatti, sono di colore rosso-arancio molto intenso, con ali nere (nella specie della Guyana barrate di bianco, in quella andina con scapolare grigio cenere), coda dello stesso colore, becco giallo e zampe rosa. Caratteristica peculiare di questi uccelli è una cresta semicircolare che ha come centro l'occhio e si estende dalla punta del becco alla nuca, che frutta appunto loro il nome comune di "galletti": tale cresta (che nella specie guyanese è orlata di nero) è però fatta di piume, e non carnosa come nei galli veri e propri. Le femmine possiedono colorazione molto più sobria, dominata dai toni del grigio-bruno (più carico nella specie andina), con ali, coda e becco neri e cresta cefalica solo abbozzata e di forma vagamente triangolare. Gli occhi sono giallo-rossicci in ambo le specie, con alcune sottospecie di galletto di roccia andino dotate di occhi bianco-azzurrini.

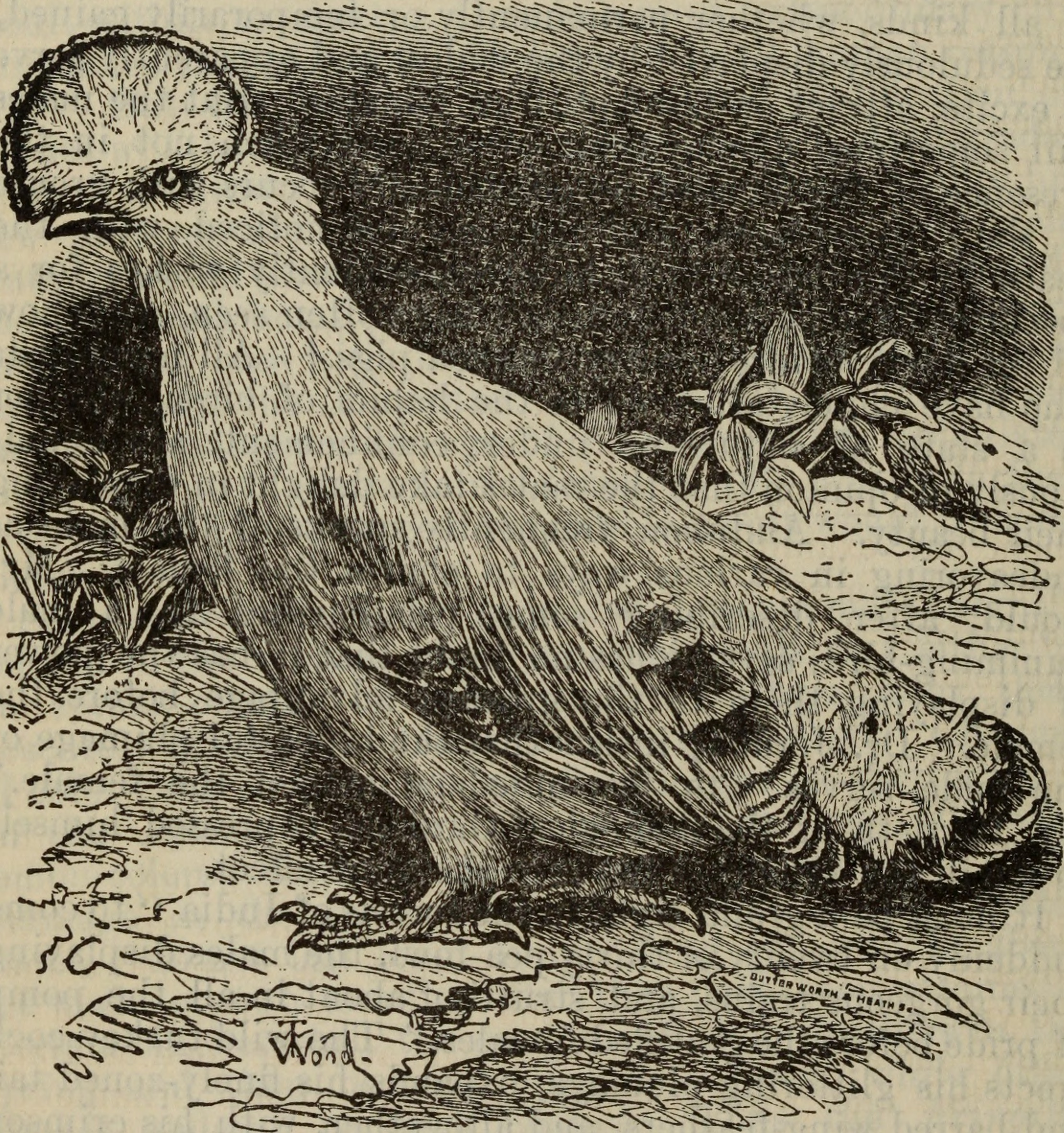
Illustrazione di maschio di R. rupicola.
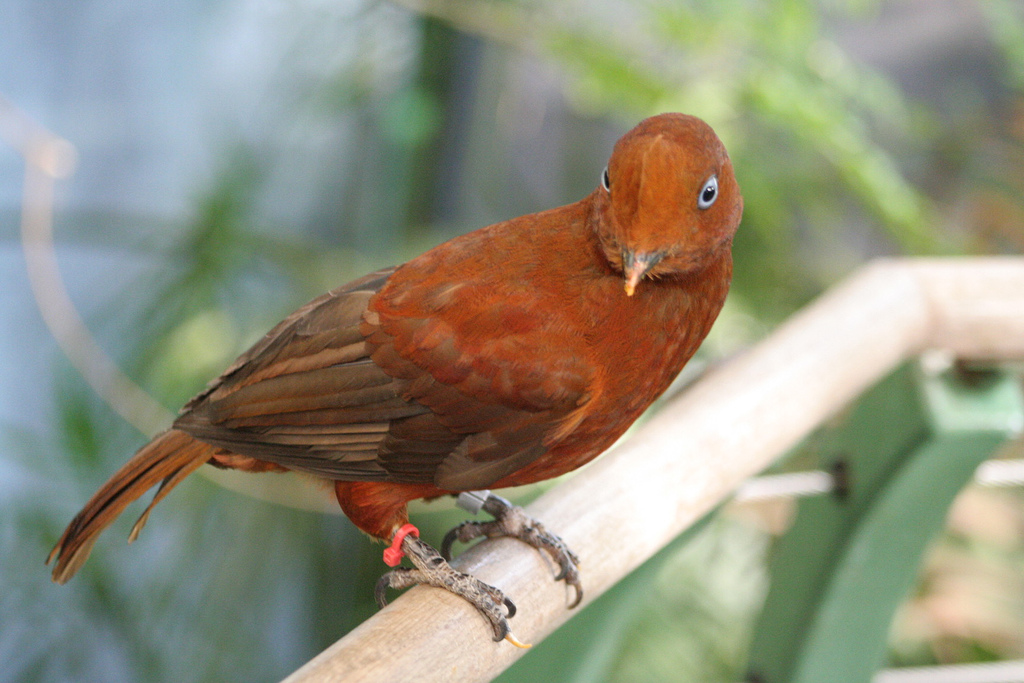
Femmina di R. peruvianus.

## Distribuzione e habitat
I nomi comuni delle due specie di galletto di roccia dicono molto sul loro areale: il galletto di roccia della Guyana è infatti diffuso nel massiccio della Guiana a cavallo fra Brasile settentrionale, Guyana francese, Suriname, Guyana e Venezuela, mentre il galletto di roccia andino occupa la porzione centro-settentrionale delle Ande, dalla Colombia alla Bolivia orientale. Ambedue le specie possono essere osservate in Venezuela, tuttavia il loro areale non viene mai a sovrapporsi (una occupa la parte sud-orientale del Paese, l'altra le sue propaggini occidentali) e si tratta quindi di specie allopatriche.
Come il nome "galletto di roccia" può suggerire, questi uccelli vivono nella foresta pluviale montana e nella foresta nebulosa, ed in particolare le femmine sono strettamente legate alla presenza di affioramenti rocciosi, come rupi e caverne, per la nidificazione.

## Biologia

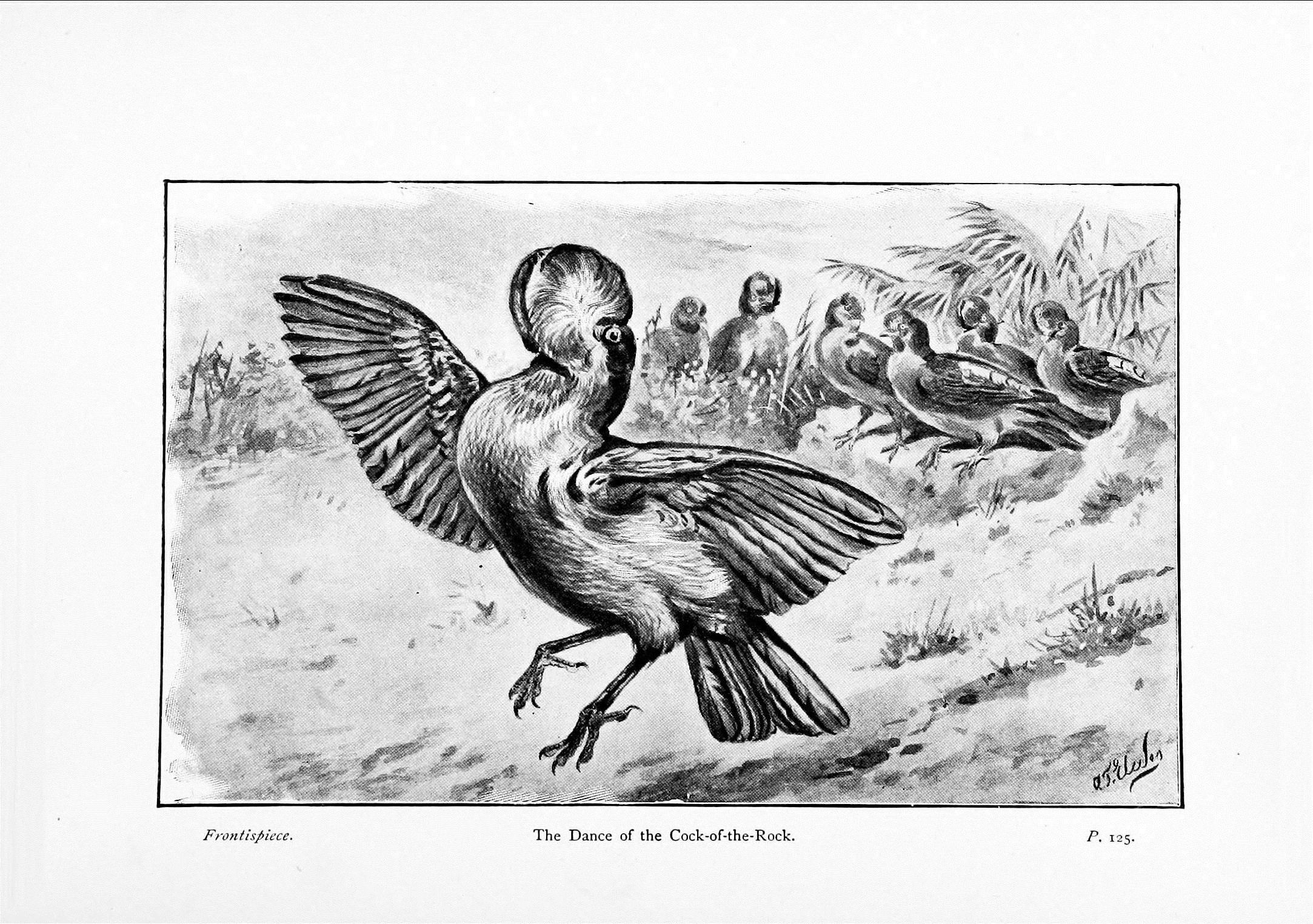
Illustrazione di corteggiamento di galletti di roccia.

Si tratta di uccelli diurni e solitari, molto schivi all'infuori della stagione degli amori e per questo piuttosto difficili da avvistare nonostante la colorazione accesa.

La loro dieta è essenzialmente frugivora, sebbene possano di tanto in tanto integrarla con grossi insetti e piccoli vertebrati.
La riproduzione di questi uccelli è altamente spettacolare ed è stata diffusamente studiata: essa rappresenta un classico esempio di lek, in cui i maschi si riuniscono in gruppi dove ciascuno di essi occupa una propria arena, dove si esibisce per impressionare le femmine, alle quali spetta la scelta del migliore. Le esibizioni di questi uccelli consistono in lunghe serie di movimenti (schiocchi del becco, arruffamento di penne, battiti d'ala) e suoni atti a mettere in evidenza la propria forza e la magnificenza del piumaggio: i maschi della specie andina tendono ad ingaggiare veri e propri duelli, mentre quelli della specie guyanese si esibiscono in gruppi e tendono ad aggredirsi a vicenda con grande frequenza, dando in entrambi i casi un effetto di colori e suoni davvero molto particolare.
Dopo l'accoppiamento, la femmina si occupa da sola di costruire il nido (una struttura semisferica fatta di rametti e fibre vegetali tenute insieme ed attaccate a una roccia verticale con un impasto di fango e saliva), di covare le due uova che vengono solitamente deposte per circa quattro settimane e di nutrire i pulli con insetti e frutta rigurgitata fino all'indipendenza.

La colorazione adulta definitiva viene raggiunta solo dopo il secondo-terzo anno d'età.

## Tassonomia

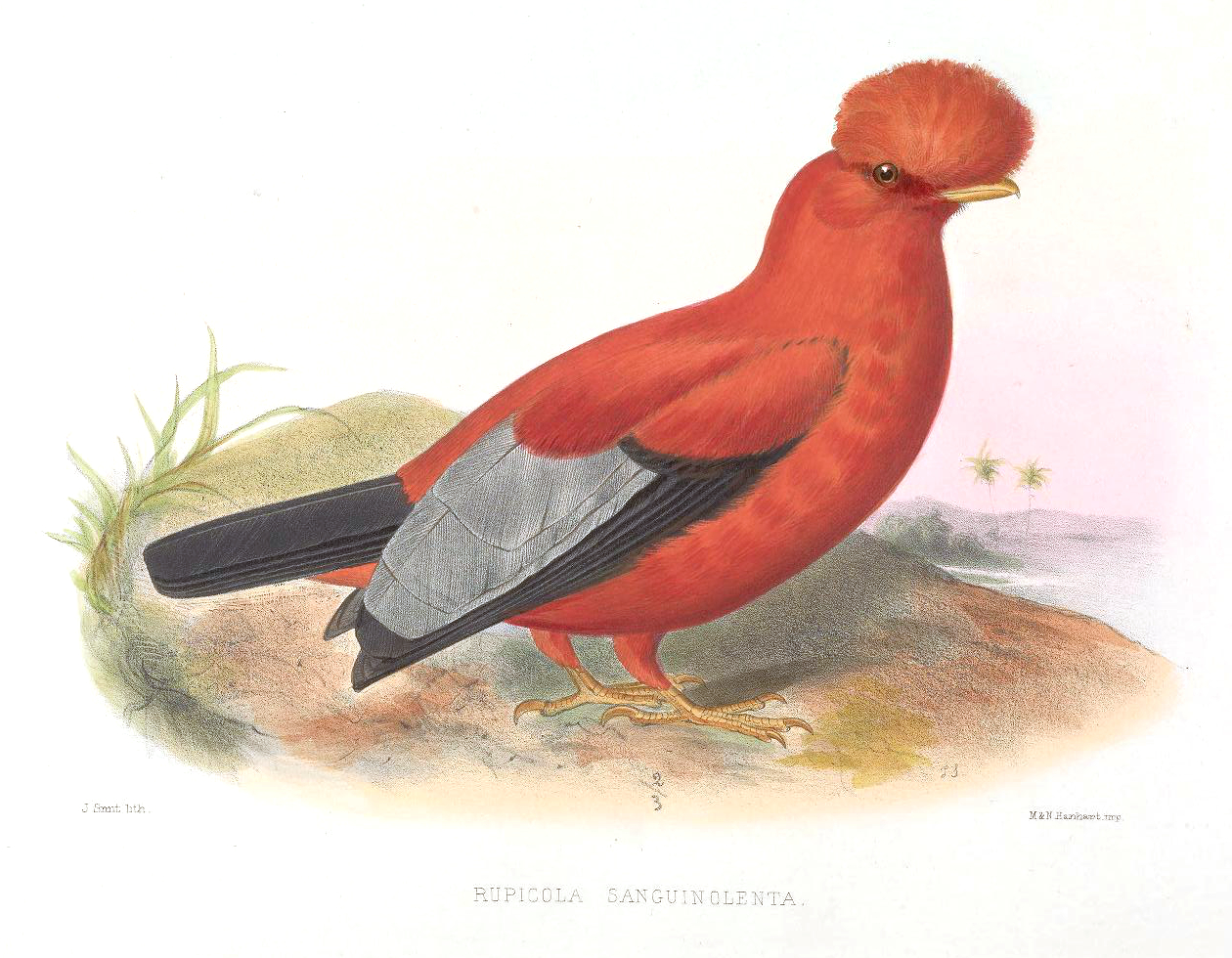
Illustrazione di maschio di R. peruvianus subsp. sanguinolentus.

Inizialmente ascritti al genere Pipra, a lungo un vero e proprio "taxon contenitore" di tutte le specie di suboscini sudamericani, in seguito i galletti di roccia sono stati spostati nella famiglia dei Cotingidae, dove occupano la sottofamiglia Rupicolinae (secondo alcuni una famiglia a sé stante contenente i soli galletti di roccia) andando a formare un clade ben definito assieme alle cotinghe rosse del genere Phoenicircus oltre ad essere meno saldamente legati filogeneticamente anche ai beccabacche del genere Carpornis e ai piha del genere Snowornis.
Al genere vengono ascritte due specie:
- Rupicola rupicola (Linnaeus, 1766) - galletto di roccia della Guyana;
- Rupicola peruvianus (Latham, 1790) - galletto di roccia andino;